# BeIN Sports
Bein Sports (estilizado beIN Sports) é uma rede de televisão por assinatura, presente em vários países, uma subsidiária da Al Jazeera, dedicada à transmissão de eventos desportivos.
Operando nas plataformas cabo e satélite desde junho de 2012, na França, possui dois canais principais (beIN Sports 1 e beIN Sport 2). Opera desde agosto de 2012, no Estados Unidos , com um canal em inglês e um em espanhol (beIN-o) e desde julho de 2013, em Indonésia, com três canais em HD. Desde 1 de julho 2015, o beIN Sports está disponível na Espanha devido a uma aliança entre a Mediapro e Al Jazeera. A saída dos principais operadores e pagamento on-line através de beIN Sports Connect e Total Channel.
Atualmente opera três canais em França os quais são beIN Sports 1, beIN Sports 2 e beIN Sports MAX e dois nos Estados Unidos, um em espanhol, beIN-ñ Sports e outro em inglês beIN Sports, cada um com a opção sap. Iniciaram em agosto de 2012.
Na França, o beIN Sports tem os direitos de transmissão das seguintes ligas de futebol: Ligue 1, Liga dos Campeões da UEFA e a Eurocopa. Por sua parte nos Estados Unidos, o beIN Sports tem os direitos de transmissão das partidas da Primeira Divisão Espanhola, Copa do Rei da Espanha, Campeonato Italiano de Futebol - Série A, a Copa da Itália, as Eliminatórias da Copa do Mundo FIFA de 2014 - América do Sul e o Football League Championship. Como parte de sua programação, o beIN Sports emite alguns conteúdos, incluindo os da Barça TV.
Em Espanha, o beIN Sports tem os direitos televisivos de transmissão do UEFA Champions League e UEFA Europa League, exclusivamente a partir de 2015 até 2018. Além disso, também tem as melhores ligas internacionais como a Liga Sagres, a Premier League, Serie A, Ligue 1 e da Jupiler Pro League. E também tem o Coupe de France, Copa da Alemanha e o KNVB Beker.
Em junho de 2015 foi anunciado que Nasser Al-Khelaifi pretende lançar o canal beIN Sports nas operadoras de TV a cabo brasileiras, o que até agora não aconteceu.